# Nordströmite
La nordströmite è un minerale.